# La Rabassa
La Rabassa es una entidad de población española del municipio de San Guim de Freixanet, perteneciente a la provincia de Lérida, en la comunidad autónoma de Cataluña.

## Toponimia
El lugar puede aparecer referido como «La Rabassa» y «Rabasa».

## Historia
Hacia mediados del siglo XIX, el lugar, por entonces con ayuntamiento propio, tenía contabilizada una población de 64 habitantes. Aparece descrito en el decimotercer volumen del Diccionario geográfico-estadístico-histórico de España y sus posesiones de Ultramar de Pascual Madoz con las siguientes palabras:

RABASA Y CASAS DE PALAMÓS: l. en la prov. de Lérida, part. jud. de Cervera, dióc. de Tarragona, aud. terr. y c. g. de Barcelona, ayunt. de Freixanet. sit. en llano; su clima, aunque algo frio es sano. Tiene 7 casas; igl.anejo del mencionado Freixanet; y buenas aguas potables.Confina con la matriz y San Guius de la Rabasa; en su térm. se encuentran las casas de Palamós. El terreno es de mediana calidad. prod.: trigo y legumbres. pobl.: 7 vec., 40 alm. riqueza imp.: 26,576 rs. contr.: el 14'48 por 100 de esta riqueza.
(Madoz, 1849, p. 354)

En 2022, la entidad singular de población tenía empadronados dieciséis habitantes y el núcleo de población, quince.